# لایتسن
لایتسن (به آلمانی: Leizen) یک شهر در آلمان است که در مکلنبورگیشه زنپلاته واقع شده‌است. لایتسن ۵۲۳ نفر جمعیت دارد.